# Кордоба, Фернандо Гастон
Феранадо Гастон Кордоба (исп. Fernando Gastón Córdoba; родился 12 июня 1974 года в Сан-Николас-де-лос-Аройосе, Аргентина) — аргентинский футболист, выступавший на позиции полузащитника. Обладатель Кубка Либертадорес в составе парагвайской «Олимпии».

## Клубная карьера
Кордоба воспитанник футбольной академии «Эстудиантеса». В аргентинской Примере он дебютировал в 1993 году. Он на протяжении трех сезонов выступал за клуб, но так и не стал основным футболистом «Эстудиантеса». В 1996 году он перешёл в «Расинг» из Авельянеды. В новой команде он стал получать больше игрового времени, а также дебютировал в Кубке Либертадорес, где его клуб дошёл до полуфинала. Летом 1998 года Фернандо подписал контракт с итальянской «Сампдорией», но из-за высокой конкуренции провел в Серии А всего один матч. В начале 1999 года он вернулся на родину, где провел довольно успешный сезон за «Колон».
В 2000 году Кордоба уехал в перуанский «Спортинг Кристал». В новом клубе он сразу завоевал место в основном составе и провел весь сезон почти без замен. В футбольной лиге Перу он провёл 40 матчей и забил 8 мячей. В 2001 году Фернандо подписал контракт с парагвайской «Олимпией». В 2002 году в составе клуба из Асунсьона он выиграл Кубок Либретадорес, а в 2003 году Рекопа Южной Америки. После «Олимпии» в 2004 году Кордоба вернулся в Аргентину, где выступал за «Кильмес». В 2005 году он завершил карьеру футболиста в команде «Бельграно».

## Достижения
«Олимпия Асунсьон»
- Обладатель Кубка Либертадорес —— 2002
- Обладатель Рекопа Южной Америки —— 2003